# كينجي شيميزو
كينجي شيميزو (باليابانية: 清水健二؛ بالكانا: しみず けんじ) هو لاعب آيكيدو ‏ ياباني، ولد في 1940 في فوكوكا في اليابان.